# Conolophus pallidus
Conolophus pallidus är en ödleart som beskrevs av Heller 1903. Conolophus pallidus ingår i släktet Conolophus och familjen leguaner. Inga underarter finns listade i Catalogue of Life.
Hannar blir utan svans upp till 56,4 cm långa och cirka 7 kg tunga. Honans genomsnittliga vikt är 4,3 kg.
Arten förekommer på Galápagosöarna (Ecuador). Den lever endemsisk på den klippiga ön Isla Santa Fe. Arten når där 260 meter över havet. Växtligheten utgörs av gräsmarker, buskskogar och några kaktusar. Typiska växter är Encelia hispida, Opuntia galapageia, Bursera graveolens, Cordia lutea, och Lantana peduncularis. Exemplaren äter frukter från släktet Opuntia, blad och blommor.
Före äggläggningen strider honor om en bra plats. Platsen för nästet ligger ofta 1,5 km från det vanliga reviret. Äggen kläcks under början av regntiden i februari. De är vid tillfället cirka 10 cm långa och 40 g tunga. Efter två dagar kan de utföra korta utflykter. Flera ungar faller offer för galápagosvråk. Hos en nära besläktad art blir individerna efter fem år könsmogna och de kan leva 30 år.
Flera exemplar dödas av introducerade katter och råttor. Enligt uppskattningar fanns året 2019 mellan 3500 och 4000 vuxna individer. IUCN kategoriserar arten globalt som sårbar.